# 玉米炒葡萄
玉米炒葡萄，是华东师范大学华闵食堂的一道菜，创作于2013年9月，在网络上广泛流传，成为食堂菜的代表，后来成为华东师范大学的招牌菜。

## 创作
玉米炒葡萄创作于2013年9月，创作者为厨师刘玉红和杨俊。刘玉红称，他们一直在寻求菜品的创新，从而吸引更多的同学。9月天气炎热，很多学生吃不下饭，应当吃得清淡一点，多吃蔬菜水果，营养均衡搭配，考虑到葡萄和玉米可以一起食用，于是便创作了这道菜。为了保持口感，他们最后将葡萄放进去炒，从而保持葡萄的脆甜。刘玉红在家里炒了此菜后，觉得味道不错，次日在食堂推出。

## 销售
玉米炒葡萄以3元一份的价格在华闵食堂二楼出售。菜品刚刚推出时，许多同学慕名而来，食堂内排起长队，菜品卖到脱销，一个中午卖出15大盘，一些同学甚至没有买到。
之后，玉米炒葡萄成为华东师范大学的招牌菜。2014年6月，学校于毕业日请毕业生免费品尝毕业午餐，四菜一汤，其中便包含玉米炒葡萄。

## 评价
有同学品尝后称，此菜“回味甘甜，开胃爽口，太令人感动了”，也有同学认为此菜“味道还好，比较清爽，挺小清新的”。有老师品尝后称其“清淡、微甜、清香、可口”。
玉米炒葡萄在网上大量流传，被网友评价为“奇葩”、“雷人”、“小清新”，有的网友称其产生了“中国第九大菜系”。但有的媒体称为“黑暗料理”，“难以下咽”，也有人批评称，此菜是“利益烧火”，“不负责任的馊主意”。